# 利比亚LGBT权益
女同性恋，男同性恋，双性恋和跨性别（LGBT）人群在利比亚面临着法律问题。利比亚将男性或女性的同性间性行为视为犯罪。

## 刑法
利比亚的刑法禁止合法婚姻以外的所有性行为。根据《利比亚刑法》第410条，成年人之间的私下自愿的同性性行为是违法的。
在20世纪90年代，利比亚领导人穆阿迈尔·卡扎菲开始颁布“净化法”，旨在强制对人民实行严格的伊斯兰教法。利比亚法院有权对被发现违反传统伊斯兰道德的人采取截肢，鞭打和其他残忍的惩罚。
2010年，《中东同性恋》博客报道说，两名成年男子被指控“不雅行为”，这意味着異裝和同性恋行为。
女性同性恋也是违法的，同样公开承认一个人是同性恋者也违法。2010年，法国的一个庇护案涉及一名利比亚女孩，她在网络公开表示她是同性恋后被监禁，被强奸，回家后被家人强迫与男人结婚，因而寻求法国政府庇护。

## 现状
政府不允许公开宣传LGBT权利。即使在讨论的时候也总是以消极的方式，必须要符合传统的伊斯兰教道德。
2003年，卡扎菲表示，他认为通过无保护的异性阴道性交感染艾滋病是不可能的。
2012年2月，一名利比亚代表告诉联合国人权专家组，同性恋者威胁到人类的未来，这个言论引发了愤慨。

## 概况
| 同性性行为合法                                       | （处罚：1-4年监禁） |
| 同意年龄平等                                         | 否                  |
| 反就业歧视法律                                       | 否                  |
| 提供商品和服务的反歧视法律                           | 否                  |
| 在所有其他领域的反歧视法律（包括间接歧视，仇恨言论） | 否                  |
| 同性婚姻                                             | 否                  |
| 同性伴侣关系                                         | 否                  |
| 同性伴侣收养继子女                                   | 否                  |
| 同性伴侣联合收养                                     | 否                  |
| 同性恋军人允许公开服役                               | 否                  |
| 有权改变法律性别                                     | 否                  |
| 女同性恋试管婴儿                                     | 否                  |
| 男同性恋情侣商业代孕                                 | 否                  |
| 男男性接触人群（MSM）允许献血                        | 否                  |